# Spijkerboor (Drente)
Spijkerboor (53° 05′ N, 6° 46′ L) é uma aldeia dos Países Baixos, na província de Drente. Spijkerboor pertence ao município de Aa en Hunze, e está situada a 16 km, a nordeste de Assen.
A área de Spijkerboor, que também inclui as partes periféricas da cidade, bem como a zona rural circundante, tem uma população estimada em 180 habitantes.